# Glodu (gmina Călinești)
Glodu – wieś w Rumunii, w okręgu Ardżesz, w gminie Călinești. W 2011 roku liczyła 349 mieszkańców.